# Skytrans Airlines
Skytrans Airlines ist eine australische Regionalfluggesellschaft mit Sitz in Cairns und Basis auf dem Cairns Airport.

## Geschichte
Skytrans Airlines wurde 1990 gegründet und nahm im selben Jahr den Charterflugbetrieb auf. Im Jahr 1993 folgte auch die Aufnahme von Linienflügen. Im Januar 2024 wurde die Fluggesellschaft von Avia Solutions Group übernommen.

## Flugziele
Skytrans Airlines bedient von Cairns und Horn Island zahlreiche Ziele in Queensland.

## Flotte
Mit Stand Januar 2024 besteht die Flotte der Skytrans Airlines aus fünf  De Havilland DHC-8-100 und zwei De-Havilland DHC-8-300 . Des Weiteren werden noch  sechs Cessna 208B Grand Caravan eingesetzt.

### Ehemalige Flugzeugtypen
- Beechcraft B200 King Air